# Sven Sauvé
Sven Sauvé (Eindhoven, 18 maart 1974) is een Nederlandse televisiebestuurder. Sinds 2017 is Sauvé chief executive officer van RTL Nederland. Hij is ook degene die Videoland heeft opgebouwd na de overname door RTL in 2012.

## Loopbaan
Sven Sauvé studeerde aan de Fontys Hogeschool Eindhoven en aan de Erasmus Universiteit Rotterdam en behaalde daar een master in Business Economics met een specialisatie in strategisch management. Tussen 1999 en 2005 werkte Sauvé voor producent Endemol en daarna twee jaar voor Eyeworks. In januari 2007 kwam Sauvé in dienst bij RTL Nederland als business director van RTL Productions. Hij moest het nieuw opgerichte bedrijfsonderdeel verder uitbouwen.
Van maart 2009 tot september 2012 kreeg hij als Business Director TV de verantwoordelijkheid over alle zakelijke, personele en juridische zaken van de lineaire televisiezenders van RTL, waaronder RTL 4 en RTL 5. Sinds september 2012 was Sauvé Chief Operating Officer van RTL met verantwoordelijkheden binnen financiën, aankoop van content en operationele processen bij de televisie- en video onderdelen van RTL Nederland. Ook video on demand platform Videoland viel hierbij onder zijn verantwoordelijkheid.
Met ingang van 1 juli 2017 volgde Sauvé Bert Habets op als Chief Executive Officer van RTL Nederland. Onder leiding van Sauvé ondernam RTL een poging om te fuseren met Talpa Network, maar deze fusie werd na anderhalf jaar onderzoek in januari 2023 afgekeurd door de Autoriteit Consument & Markt. De fusie had voor meer slagkracht tegenover internationale partijen als Netflix, Disney+ en Amazon Prime Video moeten zorgen. Desalniettemin noteerde RTL sinds het aantreden van Sauvé als CEO jaar na jaar groeicijfers. Mede dankzij de succesvolle transformatie van 'B2B' tv-bedrijf naar 'B2C' mediabedrijf, het marktleiderschap van de RTL-televisiezenders en de nummer 2 positie van Videoland – achter internationale marktleider Netflix – werd Sauvé in december 2023 verkozen tot Mediapersoon van het Jaar. Hij volgde hiermee Arjen Lubach op, van wie hij de prijs overhandigd kreeg.
Door de prestaties van RTL Nederland onder leiding van Sauvé werd het als een interessante overnamekandidaat gezien door DPG Media. De Belgische onderneming maakte op 15 december 2023 bekend RTL Nederland over te willen nemen voor 1,1 miljard euro. RTL Nederland zou als nieuwe divisie onderdeel gaan uitmaken van de mediaonderneming en onder leiding blijven staan van Sauvé. De Autoriteit Consument & Markt moest de overname nog wel goedkeuring geven. Deze goedkeuring volgde in juni 2025, nadat onder andere Mediahuis en Talpa Network in beroep waren gegaan. Hierdoor wordt RTL Nederland per 1 juli 2025 onderdeel van DPG Media. Sauvé treedt als CEO RTL Nederland toe tot het dagelijks bestuur van DPG Media.